# アンガス・ルイス・マクドナルド
アンガス・ルイス・マクドナルド（Angus Lewis Macdonald、1890年8月10日 - 1954年4月13日）は、カナダのノバスコシア州の弁護士、法律教授、政治家。スコットランド系カナダ人。ノバスコシア州インヴァネス郡生まれ。
1933年9月5日から1940年7月10日にかけて、自由党員としてノバスコシア州の第19代州首相を務めた。1945年には再び州首相となった。1954年に事務所で急死している。